# アルノルド派

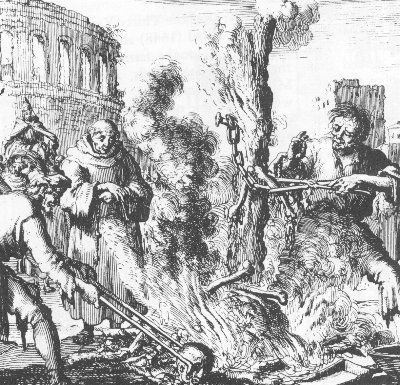
火刑に処され骨になったアルノルド・ダ・ブレシア

アルノルド派は、12世紀にイタリアで発生した宗教改革運動の一派。中心人物であるアルノルド・ダ・ブレシアは、カトリック教会が莫大な資産を所有していることを批判し、反洗礼・反聖餐の立場で説教活動を行った。アルノルドは1145年に教皇不在のローマで政権を握り元老院政治を行ったが、1155年に皇帝フリードリヒ1世の軍に捕らえられ火あぶりとなった。1184年、教皇ルキウス3世はヴェローナ宗教会議において教皇勅書アド・アボレンダムを発し、アルノルドとその弟子たちを異端と認定した。